# Il filosofo ignoto
Il filosofo ignoto è un film documentario del 2014 diretto da Francesco Fogliotti ed Enrico Pertichini.

## Trama
La vita e l'opera dello scrittore torinese Guido Ceronetti e del suo Teatro dei Sensibili. "Guido Ceronetti è scrittore, filosofo, poeta, giornalista, drammaturgo, teatrante e marionettista": così, nei risvolti di copertina dei suoi libri. Anche questo film è molte cose: il ritratto di un intellettuale europeo, l'istantanea di una vita fragile invasa dalla vecchiaia, la mitezza di un fustigatore di professione, la ribalta misterica di un teatro invisibile... Nel "caso Ceronetti" opera e vita si confondono in un unico, disarmato SOS.

## Distribuzione
Il film è stato presentato in anteprima nazionale al Missing Film Festival di Genova il 9 novembre 2014 ricevendo un premio speciale. Nel 2015 ha avuto luogo una proiezione, alla presenza di Guido Ceronetti e Alberto Barbera, al Cinema Massimo di Torino. Sempre nel 2015 il film è rientrato nel progetto ligure di distribuzione indipendente FainàLfilm, su iniziativa di Giancarlo Giraud.

## Accoglienza
Marzia Gandolfi ha definito il film uno "Zibaldone appassionato" che "non 'scrive' la filosofia di Ceronetti ma la compone coi materiali che ne parlano, rinunciando a interpretarla e senza costringerla in una forma concettuale che finirebbe per contraddirla". Marta Leggio nota che ne Il Filosofo Ignoto le esperienze di vita di Ceronetti "vengono [...] rielaborate dalle persone vicine a lui, la sua malinconia così come le sue stranezze si inscatolano in aneddoti divertenti e stravaganti".

## Curiosità
"'La telecamera ruba l'anima': fu proprio con queste parole che Guido Ceronetti, nei primissimi anni novanta, scoraggiò la proposta di un film-documentario sulla sua figura e il suo teatro. L'interessato era niente meno che Federico Fellini".